# Technik-Museum Sinsheim

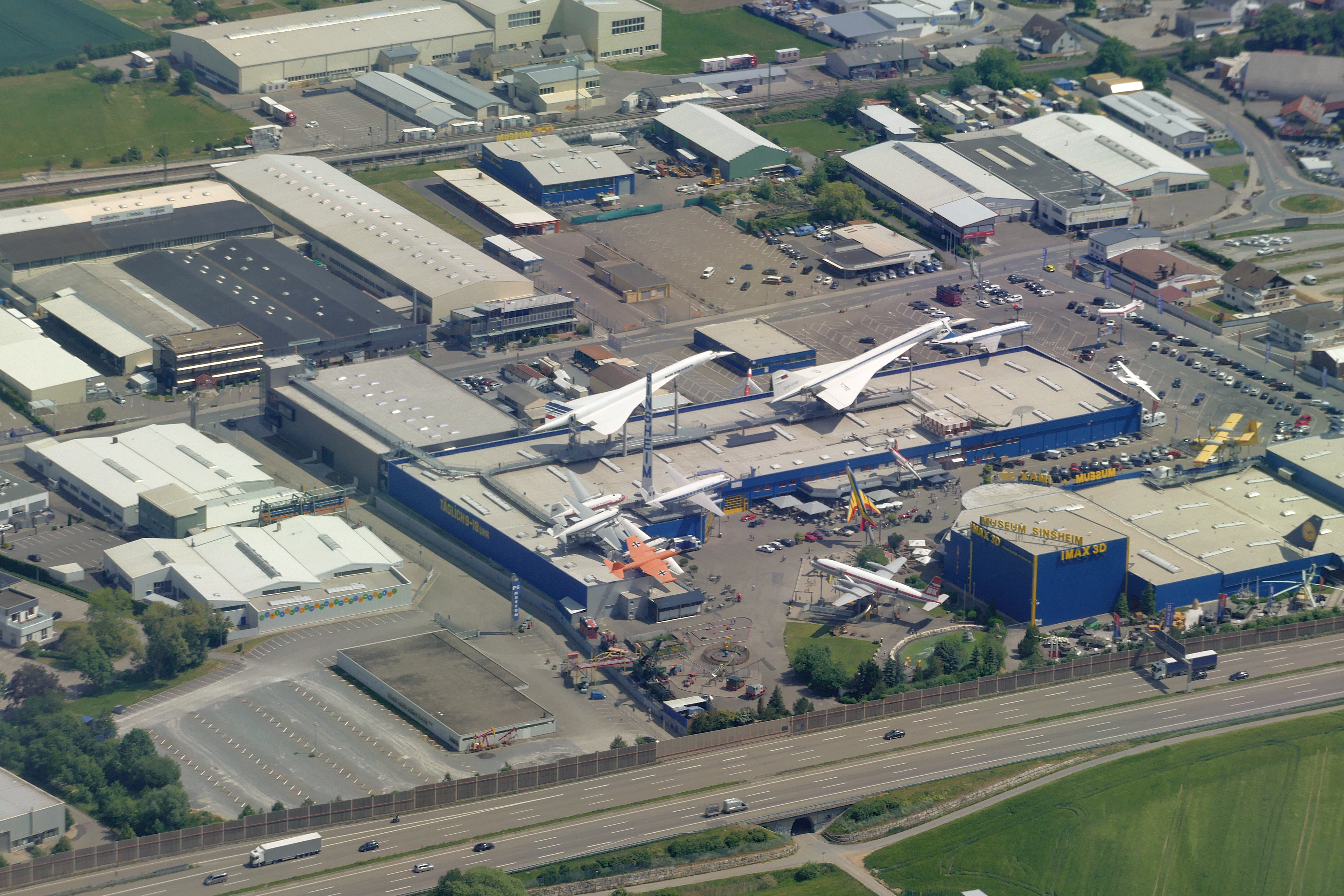
Luftbild des Technik-Museums Sinsheim

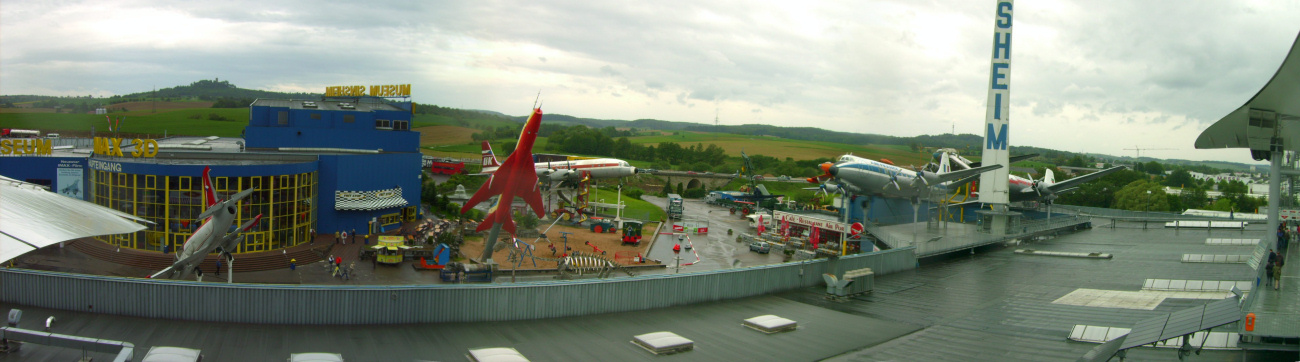
Außen-Panorama des Museums – Sicht vom „Flugdeck“

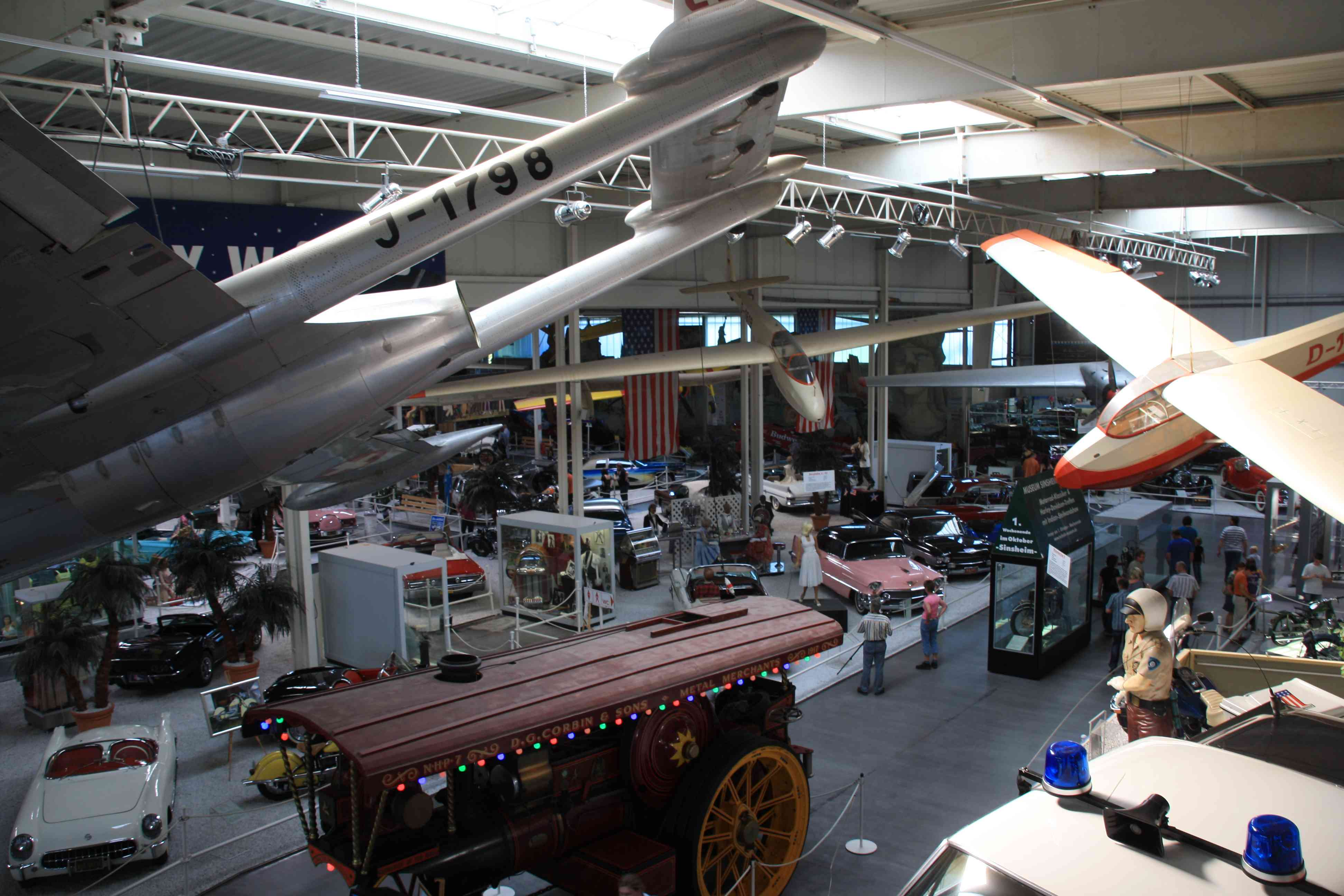
Innenansicht einer Ausstellungshalle

Das Technik-Museum Sinsheim (Eigenschreibweise: „Technik Museum Sinsheim“, ehemals „Auto- und Technikmuseum“) ist ein 1981 eröffnetes Museum im baden-württembergischen Sinsheim. Neben den Hauptattraktionen, den beiden Überschallflugzeugen Concorde und Tupolew Tu-144, findet sich hier unter anderem eine große Oldtimer- und Autosammlung.
Initiator und Gründer war der Unternehmer Eberhard Layher.

## Beschreibung
Das Museum bietet mehr als 3.000 Exponate auf einer Fläche von über 50.000 m² (Hallen und Freiluftausstellung, davon 30.000 m² Hallenfläche). Es zieht mehr als eine Million Besucher im Jahr an und hat 365 Tage im Jahr geöffnet. Das Museum ist mit dem Technik-Museum Speyer verbunden, das sich zirka 30 Autominuten entfernt befindet.
Auf dem Gelände gibt es gastronomische Einrichtungen: Das SB-Restaurant „Concorde“ und ein Bistro.
Außerdem befindet sich auf dem Museumsgelände ein großer Spielplatz, Fahr-/Abenteuersimulatoren, eine Sprungbootanlage und ein umfangreiches Spieleparadies mit fahrbaren Mini-Autos und verschiedenen Fahrattraktionen, darunter die Kleinstachterbahn Butterfly, sowie mehrere Rutschen aus echten Flugzeugen heraus.
Das Museum wird vom gemeinnützigen Verein Auto + Technik Museum Sinsheim e. V. betrieben. Die Finanzierung erfolgt lediglich durch Eintrittsgelder, Spenden und Mitgliedsbeiträge.

## Geschichte
Ende 1980 hatten Sammler und Restauratoren die Idee, ihre Ausstellungsstücke einem breiten Publikum zugänglich zu machen. Der Museumsverein wurde gegründet und am 6. Mai 1981 das Auto & Technikmuseum Sinsheim auf einer Gesamtfläche von 5.000 Quadratmetern eröffnet. 1982 kam die Blue Flame ins Technikmuseum, ein Rotorblatt der Groß-Windkraftanlage Growian wurde nach deren Abriss 1988 auf dem Dach einer Ausstellungshalle aufgestellt.
1988 erhielt das Museum mehrere weitere Luftfahrzeuge, eine Douglas DC-3 und den Boeing-Vertol-Hubschrauber sowie eine ausrangierte Iljuschin Il-14, die mit Hilfe eines Hubschraubers der Bundeswehr auf den Museumsplatz gebracht wurde. Außerdem wurde 1988 die komplett restaurierte J.A.-Maffei-Schnelllokomotive aufgebaut. 1989 wurde eine Tupolew Tu-134 zerlegt von Manching (Ingolstadt) in das Technikmuseum transportiert.
1990 wurde die Automobilsammlung um die größte Formel-1-Ausstellung Europas erweitert.
1993 wurde das Sonntagskonzert des ZDF aus dem Museum übertragen. 1995 wurde ein Haltepunkt der Deutschen Bahn am Museum eröffnet.
1996 wurde das IMAX-Kino im Technikmuseum Sinsheim eröffnet, 1998 der erste eigene IMAX-Film, „Klassiker“, vom Museum produziert.
1999 wurde die Huschke-von-Hanstein-Gedächtnishalle eröffnet.
Anfang des 21. Jahrhunderts erhielt das Museum weitere Flugzeuge für die Ausstellung: das Überschallverkehrsflugzeug Tupolew Tu-144 wurde 2000 nach Sinsheim transportiert und ab 2001 auf dem Dach der Museumshalle 2 ausgestellt. Mit der Concorde wurde 2003 ein weiteres Überschallverkehrsflugzeug nach Sinsheim transportiert und 2004 neben der Tu-144 ausgestellt. 2005 wurde das Löschflugzeug Canadair CL-215 auf dem Museumsgelände installiert.
Im Jahr 2018 wurde der Ausstellungsteil American Dream Cars in größerem Umfang erweitert.
Das U-Boot U17, das 2010 ausgemustert wurde, durchlief 2023 einen aufwendigen Transport von Kiel nach Speyer. Nach weiteren Vorbereitungen wurde es im Juli 2024 in einem umfangreichen Transport über Wasserwege und Straßen in das Technik Museum Sinsheim überführt. Der Transport war aufgrund der Größe und des Gewichts des U-Boots eine logistische Herausforderung. Dort ist es seit Ende Mai 2025 auch von innen als Museumsexponat zu besichtigen.

## Inhaltliche Schwerpunkte
Der Großteil der Exponate wird von Fahrzeugen im weitesten Sinne gebildet: Von einer Kinderwagen-Ausstellung, einer originellen Fahrradsammlung, einem Bereich von Motorrädern, Personenkraftwagen, Sportwagen, Formel-1-Fahrzeugen, Dragstern und dem Weltrekord-Fahrzeug Blue Flame bis hin zu einer Militärausstellung mit Panzerfahrzeugen, sowie zahlreichen historischen (Dampf-)Lokomotiven wird eine breite Palette abgedeckt.
Den zweiten Schwerpunkt stellen Flugzeuge dar. Bis auf wenige Ausnahmen sind diese begehbar. Besonders die französische Concorde und die sowjetische Tupolew Tu-144 sind die Hauptattraktionen. Die Tu-144 kam im Jahr 2000 nach über 4000 Reisekilometern in Sinsheim an, die Concorde wurde 2003 von der Air France für den symbolischen Preis von 1 € an das Museum abgegeben. Sinsheim ist derzeit der einzige Ort, an dem man beide Überschallpassagiermaschinen nebeneinander sehen kann.
Zusätzlich zu den Ausstellungen unterhält das Museum ein IMAX-3D-Kino mit modernster 4K-Technologie und einer 22×27-Meter-Leinwand.

## Art der Präsentation
Die Exponate sind thematisch in Gruppen sortiert und können vom Besucher aus unmittelbarer Nähe betrachtet werden. Zu den einzelnen Exponaten finden sich Tafeln mit den wichtigsten Daten. Seltener sind Erklärungen zu historischen Entwicklungen und den zugrunde liegenden technischen Fortschritten oder Hintergründen zu finden. Auf Wunsch werden Führungen durchs Museum angeboten, mit Erläuterungen zu den Exponaten.

## Begehbare Flugzeuge

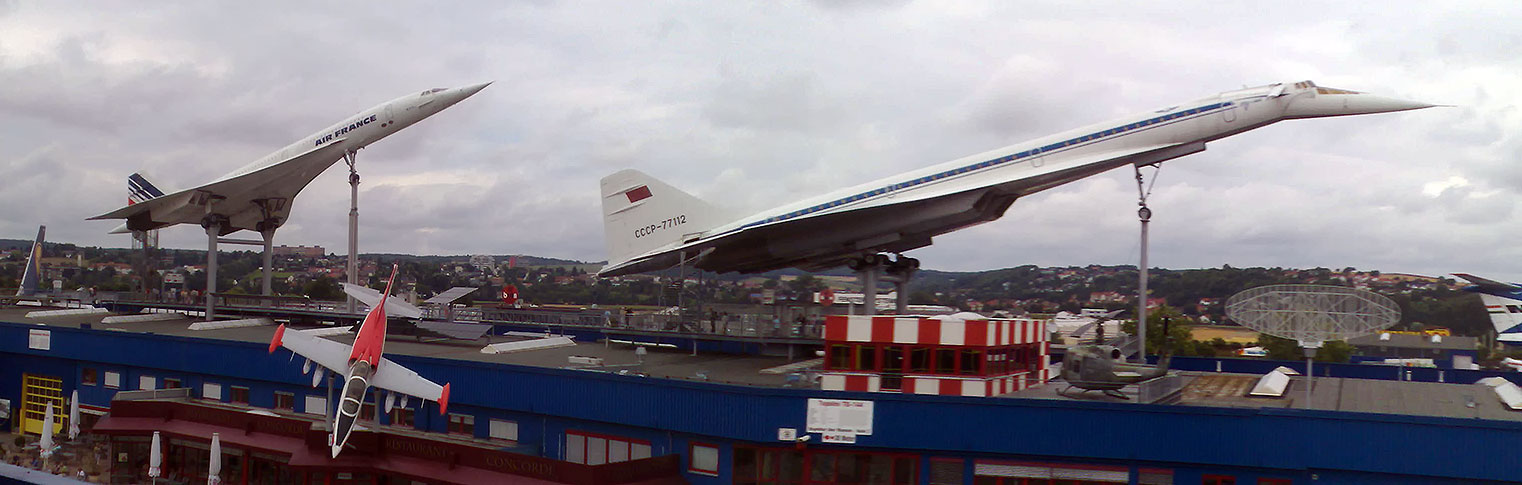
Begehbare Concorde und Tu-144 im Museum

Einige der größeren Flugzeuge können begangen werden. Nach einem Anstieg durch den Passagierbereich (in dem die Inneneinrichtung allerdings entweder ausgebaut oder mit durchsichtigem Kunststoff verdeckt wurde) endet die Begehung jeweils vor dem Cockpit, das durch eine Plexiglasscheibe abgesperrt ist. Die begehbaren Flugzeuge sind:
- Concorde
- Tupolew Tu-144
- Junkers Ju 52/3 m
- Douglas DC-3
- Iljuschin Il-18
- Vickers Viscount
- Iljuschin Il-14
- Canadair CL-215

## Andere Ausstellungsstücke

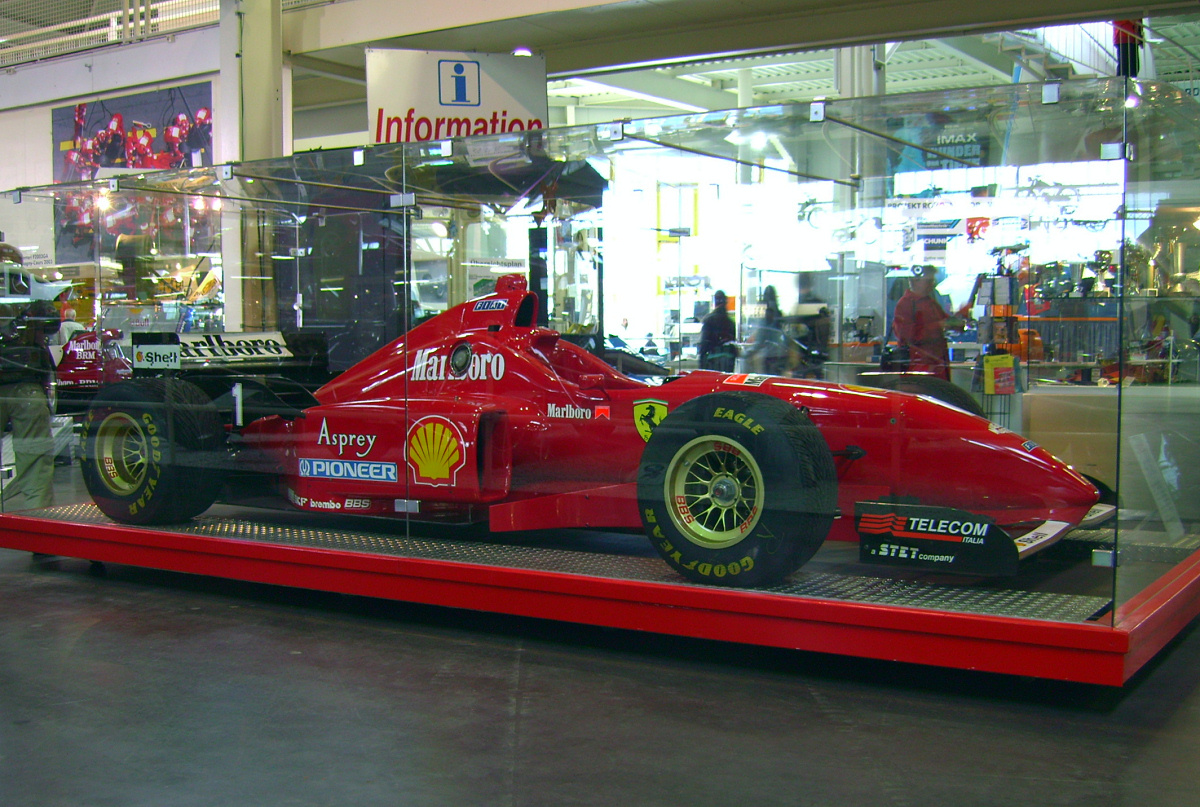
Ferrari F310 von Michael Schumacher (1996)
(temporäres Ausstellungsstück)

Dampfmaschine aus einem Papierwerk, Leistung: 100 kW

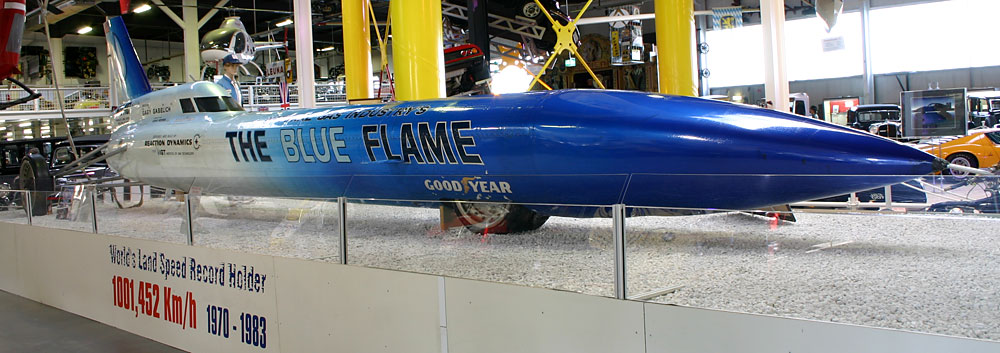
Raketenauto Blue Flame (1970)

- Eine komplett erhaltene Dampfmaschine, die gegen Münzeinwurf in Betrieb geht.
- 300 Oldtimer
  - Mercedes- und Maybach-Ausstellung
  - American-Dream-Cars-Sammlung (aus den 1950er Jahren)
  - Corvettes der 1960er Jahre
- American LaFrance „Brutus“ (Experimenteller Rennwagen als Eigenbau des Museums auf einem Chassis von 1907 mit einem 12-Zylinder BMW-Flugmotor VI der Baureihe 8 mit knapp 47 Litern Hubraum)
- 40 Renn- und Sportwagen
  - Formel-1-Sammlung
  - „Blue Flame“ – Weltrekordauto (stellte 1970 einen Geschwindigkeitsweltrekord über 1001,66 km/h für Landfahrzeuge auf, der bis 1983 hielt)
  - DeLorean
  - Modelle von Ferrari, zum Beispiel F40, F50, Enzo, Testarossa, 365 Daytona Spyder, Dino
- 200 Motorräder
- 27 Lokomotiven, unter anderem eine Badische IV h 18 314, Universaldampflokomotive 41 113, ölgefeuerte Güterzug-Dampflokomotive 043 100-7, Güterzugdampflokomotive 50 413, elektrische Rangierlokomotive E 60 012, österreichisches Krokodil 1089.06, schweizerisches Krokodil 142 82
- 60 Flugzeuge
- 150 Traktoren
- Tanz- und Konzertorgeln, Orchestrien
- Panzer, Artillerie und andere Militaria
- Turm und Rotorblätter (getrennt) der Growian
- eine Cockpitsektion einer Boeing 747-200, die hydraulisch angehoben und abgesenkt werden kann
- diverse große Maschinen, z. B. ein Dampfhammer
- eine voll funktionsfähige, ehemals durch Wasserkraft angetriebene Gattersäge von 1870
- Gehäuse und Netz des Tores aus der nahegelegenen Rhein-Neckar-Arena, durch das Stefan Kießling im Oktober 2013 ein Phantomtor erzielte.[12]